# Malaco Records
Malaco Records ist ein US-amerikanisches Independent-Label mit Sitz in Jackson (Mississippi). Programmschwerpunkte sind die Musikgenres Rhythm and Blues, Soul und Gospel.

## Geschichte
Das Unternehmen wurde 1962 von Tommy Couch und dessen Schwager Mitchell Malouf als Booking-Agentur Malaco Attractions gegründet; Wolf Stephenson unterstützte die junge Firma beim Veranstalten von Konzerten. 1967 eröffnete Malaco ein Aufnahmestudio. Anfangs erfolgte der Vertrieb der eigenen Aufnahmen über erfolgreiche Labels wie Capitol oder ABC Records. Der Erfolg blieb zunächst jedoch aus, es kam zu finanziellen Schwierigkeiten.
Mithilfe des Produzenten Wardell Quezergue gelang Malaco 1970 mit Groove Me von King Floyd die erste Nummer 1 in den R&B-Charts. Der darauffolgende Boom war von kurzer Dauer, Malaco geriet wieder in Schieflage. 1974 verließ Malouf das Unternehmen, das von Couch und Stephenson weitergeführt wurde. Später kam Stewart Madison als Partner dazu.
1975 veröffentlichte Malaco den bereits 1973 aufgenommenen Titel Misty Blues von Dorothy Moore, der sich zum Hit entwickelte, Platz 2 der R&B-Charts und Platz 3 der Pop-Charts in den USA sowie Platz 5 in England erreichte. Es folgten weitere Charterfolge und einige Grammy-Nominierungen für Moore. Ebenfalls 1975 begann Malaco, verstärkt im Gospelmarkt zu veröffentlichen, mit Frank Williams von der Gospelgruppe Jackson Southenairies als Direktor in diesem Bereich. In dieser Zeit wechselten auch etliche Musiker, Produzenten und Songwriter von Stax, das 1975 Konkurs anmeldete, zu Malaco. Zu den erfolgreichen Malaco-Musikern der nächsten Jahre gehörten unter anderem Z. Z. Hill, Johnnie Taylor, Denise LaSalle, Little Milton und Bobby „Blue“ Bland.
1985 kaufte Malaco das Muscle Shoals Sound Studio (das sie 2005 wieder verkauften), 1986 dann die Gospelsparte von Savoy Records. Damit wurde Malaco zu einem der führenden Label für R&B und Gospel. In den 1990er Jahren änderte das Unternehmen seinen Namen in Malaco Music Group. Am 15. April 2011 wurden die Gebäude der Firma in Jackson von einem Tornado schwer beschädigt, sechs Jahre nach dem Hurrikan Katrina, der ebenfalls Schäden verursacht hatte.

## Labels unter Malaco (Auswahl)
- Chimneyville Records
- Malaco Jazz Records
- Muscle Shoals Sound
- Savoy Records
- Apollo Records
- Onyx Records

## Musiker, die bei Malaco aufnahmen (Auswahl)
- Anita Ward
- The Blind Boys of Alabama
- Bobby Bland
- Bobby Rush
- Clara Ward & The Famous Ward Singers
- Denise LaSalle
- Dondria
- Dorothy Moore
- Eddie Floyd
- Fern Kinney
- Mississippi Fred McDowell
- James Cleveland
- Jean Knight
- Jekalyn Carr
- Johnnie Taylor
- Latimore
- Little Milton
- Luther Ingram
- Mahalia Jackson
- Marion Williams & The Stars of Faith
- Tyrone Davis
- Z. Z. Hill